# Hugo Höllenreiner

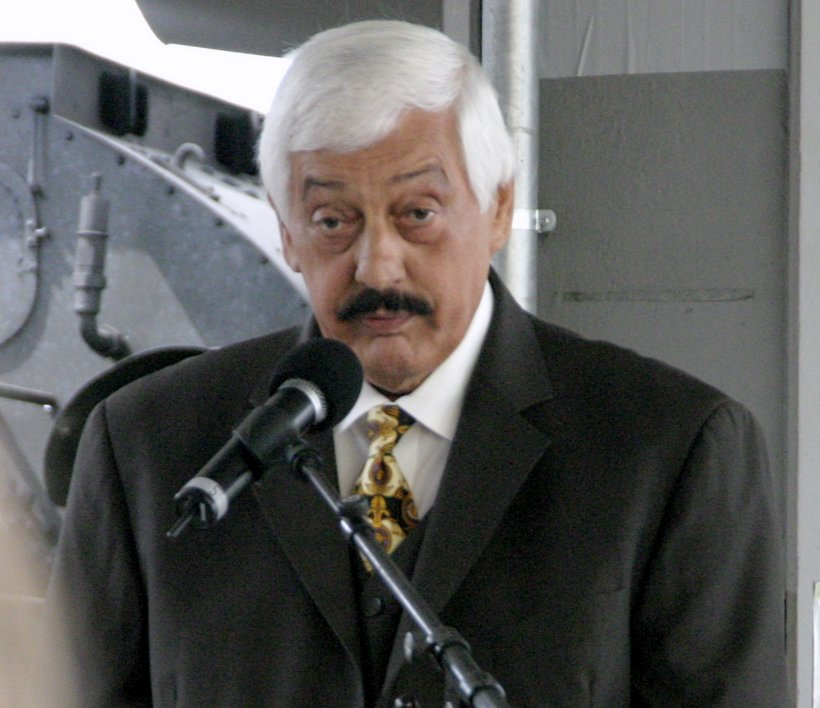
Hugo Höllenreiner (2009)

Hugo Adolf Höllenreiner (Munique, 15 de setembro de 1933 - Ingolstadt, 10 de junho, 2015) foi um sinti que sobreviveu à perseguição dos Sinti na Alemanha Nazista.

## Vida
Hugo Höllenreiner recebeu o seu segundo nome “Adolf” para protegê-lo contra a ameaça nazista. Apesar de tudo, foi deportado para o campo de concentração de Auschwitz, onde Josef Mengele realizou ensaios médicos desumanos com ele, com o seu irmão e com outros prisioneiros. Nos últimos meses do regime nazista, Hugo Höllenreiner foi transferido para o campo de concentração de Bergen-Belsen, tendo sido detido também nos campos Ravensbrück e Mauthausen. Ele, os seus pais e os seus irmãos sobreviveram e desde os anos 90, Hugo Höllenreiner realiza conferências sobre a sua vida e as suas vivências.

## Literatura, filmes e música
A escritora Anja Tuckermann contou a história dele no livro “Denk nicht, wir bleiben hier” e acabou por ser premiada na Alemanha por este livro. Em 2007, um documentário foi feito sobre a vida de Hugo Höllenreiner por Angelus Mortis. As experiências de Hugo Höllenreiner também entraram no obra musical “Symphonia Romani – Bari Duk” de Adrian Coriolan Gaspar.

## Literatura
- Anja Tuckermann: Denk nicht, wir bleiben hier!“ Die Lebensgeschichte des Sinto Hugo Höllenreiner. (Não aches que fiquemos! – A Vida do Sinto Hugo Höllenreiner) Carl Hanser Verlag, Munique 2005. – disponível em alemão, inglês e polaco

- Anja Tuckermann: Mano. Der Junge, der nicht wusste, wo er war. (Mano. O jovem que não sabia onde estava) Carl Hanser Verlag, Munique 2008. – disponivel em alemão